# Omar Torrijos
Omar Efraín Torrijos Herrera (13 de febrer de 1929 - 31 de juliol de 1981) va ser un oficial de l'exèrcit panameny i líder del país des de 1968 fins a 1981. Va dur el títol de "Líder Màxim de la Revolució Panamenya" durant un període a final de la dècada de 1970; malgrat no tenir el càrrec de President de Panamà el seu poder polític era major que el dels presidents. Va signar el Tractat Torrijos-Carter per entregar el Canal de Panamà al poble panameny amb el president Jimmy Carter.